# Шюррер, Габриэль
Габриэль Франсиско Шюррер Перальта (исп. Gabriel Francisco Schürrer Peralta; род. 16 августа 1971, Рафаэла) — аргентинский футболист, защитник. Играл за ряд клубов, таких как «Депортиво Ла-Корунья», «Расинг Сантандер», «Лас-Пальмас» и другие. По завершении карьеры футболиста стал работать тренером.

## Биография

### Карьера игрока
Шюррер родился в Рафаэле, провинция Санта-Фе. Наиболее ярким этапом карьеры Габриэля было восьмилетнее пребывание в испанской Ла-Лиге, где он поиграл за несколько клубов, в первую очередь, за «Депортиво Ла-Корунья», за которую он провёл 19 матчей в сезоне 2000/01 и помог ей занять второе место в чемпионате. В 2004 году он переехал в Грецию и подписал контракт с «Олимпиакосом», где оставался на протяжении двух сезонов.
Шюррер завершил карьеру в испанской «Малаге» в сезоне 2006/07, за которую сыграл только 9 матчей, и вернулся в Аргентину, став тренером юношей в клубе «Атлетико Ланус», за который он играл в начале 1990-х годов.